# Leuconephra maculapex
Leuconephra maculapex är en fjärilsart som beskrevs av George Francis Hampson 1891. Leuconephra maculapex ingår i släktet Leuconephra och familjen nattflyn. Inga underarter finns listade i Catalogue of Life.